# Скоры
Скоры́ (бел. Скары) — деревня в Мядельском районе Минской области, входящая в состав Нарочского сельсовета.

## История
В 1921—1945 годах деревня была в составе гмины Мядель Поставского повета Виленского воеводства.

## Климат
Климат здесь умеренный, с теплым летом и мягкой зимой. Средняя температура января — минус 6,8 °c, июля-плюс 17,5 ° C. Зимой преобладают южные ветры, летом-восточные и северо-восточные. Средняя скорость ветра 3 м/сек. Годовое количество осадков 550-650 мм.

## Население
- 1921 год — 69 жителей, 10 дворов[2]
- 1931 год — 137 жителей, 25 дворов[3]
- 2009 год — 35 жителей
- 2019 год — 17 человек